# Dap huet cam mui
Pour plus de détails, voir Fiche technique et Distribution.
Dap huet cam mui (踏血尋梅) est un thriller hongkongais écrit et réalisé par Philip Yung et sorti en 2015.
Il raconte l'histoire d'un vétéran de la police (Aaron Kwok) qui résout un meurtre mystérieux avec des méthodes inhabituelles pour prouver sa croyance en la vertu de la nature humaine. Le film est basé sur une véritable affaire de meurtre quand le cadavre démembré d'une prostituée de 16 ans a été retrouvé à Hong Kong en 2008.
Dap huet cam mui est le film de clôture du 39e festival international du film de Hong Kong le 6 avril 2015,,, puis sort dans les salles à Hong Kong le 3 décembre 2015.
Il domine la 35e cérémonie des Hong Kong Film Awards avec sept récompenses dont celle du meilleur acteur pour Kwok, de la meilleure actrice pour Jessie Li (en), du meilleur second rôle féminin pour Elaine Jin, du meilleur second rôle masculin et du meilleur nouvel interprète pour Michael Ning (en), ainsi que celui du meilleur scénario et de la meilleure photographie, tout en étant nommé dans six autres catégories. Le film remporte également de nombreux autres prix lors des Golden Horse Awards, Hong Kong Film Critics Society Awards et Asian Film Awards. Il est sélectionné pour représenter Hong Kong à l'Oscar du meilleur film international mais n'est pas nommé,.

## Fiche technique
- Titre original : 踏血尋梅, Dap huet cam mui
- Réalisation et scénario : Philip Yung
- Photographie : Christopher Doyle
- Montage : Philip Yung et Chu Ka-yat
- Musique : Ding Ke
- Production : Julia Chu
- Sociétés de production : Mei Ah Film Production et Golden Gate Productions
- Société de distribution : Mei Ah Film Production
- Pays d’origine :  Hong Kong
- Langue originale : cantonais
- Format : couleur
- Genres : Thriller
- Durée : 120 minutes
- Date de sortie :
  -  Taïwan : 13 novembre 2015
  -  Hong Kong et  Malaisie : 13 novembre 2015
  -  Singapour : 14 janvier 2016

## Distribution
- Aaron Kwok : L'inspecteur Chong
- Elaine Jin : May
- Patrick Tam : Smoky
- Jessie Li (en) : Wong Kai-mui/Wang Jiamei
- Michael Ning (en) : Ting Chi-chung
- Jackie Cai : Mo-yung
- Maggie Shiu : La commissaire Law
- Eddie Chan : Un policier
- Hatou Yeung : Flora
- Ellen Li : Wang Jiali
- Don Li (en)
- Ronny Yuen : Hoi
- Tam Ping-man : Le beau-père de Wong Kai-mui
- Noel Leung (en) : Seung
- Tai Bo : Le père de Wong Kai-mui
- Chan Lai-wan

## Production
Le tournage de Dap huet cam mui commence à Hong Kong le 1er septembre 2014 et s'achève le 26 du même mois,. Afin de se préparer à son rôle de vétéran grisonnant de la police, Aaron Kwok se laisse pousser la moustache et la barbe, qui sont teints en gris en même temps que ses cheveux, et réduit également ses exercices quotidiens de gym.

## Sortie
Dap huet cam mui est projeté en avant-première le 6 avril 2015 en tant que film de clotûre du 39e festival international du film de Hong Kong dans la version director's cut de 120 minutes. Le film sort ensuite en salles à Hong Kong le 3 décembre 2015 dans deux versions, la director's cut de 120 minutes qui est classée Catégorie III, et une version raccourcie de 98 minutes classée IIB.

## Prix et nominations
| Prix et nominations                                                 | Prix et nominations                   | Prix et nominations                                                            | Prix et nominations |
| Cérémonie                                                           | Catégorie                             | Récipiendaire                                                                  | Issue               |
| ------------------------------------------------------------------- | ------------------------------------- | ------------------------------------------------------------------------------ | ------------------- |
| 35e cérémonie des Hong Kong Film Awards                             | Meilleur film                         | Dap huet cam mui                                                               | Nomination          |
| 35e cérémonie des Hong Kong Film Awards                             | Meilleur réalisateur                  | Philip Yung                                                                    | Nomination          |
| 35e cérémonie des Hong Kong Film Awards                             | Meilleur acteur                       | Aaron Kwok                                                                     | Lauréat             |
| 35e cérémonie des Hong Kong Film Awards                             | Meilleure actrice                     | Jessie Li (en)                                                                 | Lauréat             |
| 35e cérémonie des Hong Kong Film Awards                             | Meilleur second rôle masculin         | Michael Ning (en)                                                              | Lauréat             |
| 35e cérémonie des Hong Kong Film Awards                             | Meilleur second rôle féminin          | Elaine Jin                                                                     | Lauréat             |
| 35e cérémonie des Hong Kong Film Awards                             | Meilleur nouvel interprète            | Michael Ning                                                                   | Lauréat             |
| 35e cérémonie des Hong Kong Film Awards                             | Meilleur nouvel interprète            | Jessie Li                                                                      | Nomination          |
| 35e cérémonie des Hong Kong Film Awards                             | Meilleur scénario                     | Philip Yung                                                                    | Lauréat             |
| 35e cérémonie des Hong Kong Film Awards                             | Meilleure photographie                | Christopher Doyle                                                              | Lauréat             |
| 35e cérémonie des Hong Kong Film Awards                             | Meilleur montage                      | Liao Ching-sung, Wong Hoi, Philip Yung, Chu Ka-yat                             | Nomination          |
| 35e cérémonie des Hong Kong Film Awards                             | Meilleure bande originale             | Ding Ke                                                                        | Nomination          |
| 35e cérémonie des Hong Kong Film Awards                             | Meilleure chanson originale           | Chanson : On the Dark Sea (漆黑的海上) Compositeur/parolier/chanteur : Ding Ke | Nomination          |
| 52e cérémonie des Golden Horse Film Awards                          | Meilleur long métrage                 | Port of Call                                                                   | Nomination          |
| 52e cérémonie des Golden Horse Film Awards                          | Meilleur scénario original            | Philip Yung                                                                    | Nomination          |
| 52e cérémonie des Golden Horse Film Awards                          | Meilleur acteur                       | Aaron Kwok                                                                     | Nomination          |
| 52e cérémonie des Golden Horse Film Awards                          | Meilleur second rôle masculin         | Michael Ning                                                                   | Lauréat             |
| 52e cérémonie des Golden Horse Film Awards                          | Meilleur second rôle féminin          | Elaine Jin                                                                     | Nomination          |
| 52e cérémonie des Golden Horse Film Awards                          | Meilleur nouvel interprète            | Jessie Li                                                                      | Nomination          |
| 52e cérémonie des Golden Horse Film Awards                          | Meilleur nouvel interprète            | Michael Ning                                                                   | Nomination          |
| 52e cérémonie des Golden Horse Film Awards                          | Meilleure photographie                | Christopher Doyle                                                              | Nomination          |
| 52e cérémonie des Golden Horse Film Awards                          | Meilleure chanson originale           | Chanson : On the Dark Sea (漆黑的海上) Compositeur/parolier/chanteur : Ding Ke | Nomination          |
| 22e cérémonie des Hong Kong Film Critics Society Awards             | Meilleur film                         | Port of Call                                                                   | Lauréat             |
| 22e cérémonie des Hong Kong Film Critics Society Awards             | Meilleur réalisateur                  | Philip Yung                                                                    | Nomination          |
| 22e cérémonie des Hong Kong Film Critics Society Awards             | Meilleur scénario                     | Philip Yung                                                                    | Nomination          |
| 22e cérémonie des Hong Kong Film Critics Society Awards             | Meilleur acteur                       | Aaron Kwok                                                                     | Nomination          |
| 22e cérémonie des Hong Kong Film Critics Society Awards             | Meilleur acteur                       | Michael Ning                                                                   | Lauréat             |
| 22e cérémonie des Hong Kong Film Critics Society Awards             | Meilleure actrice                     | Jessie Li                                                                      | Lauréat             |
| 10e cérémonie des Asian Film Awards                                 | Meilleur scénariste                   | Philip Yung                                                                    | Nomination          |
| 10e cérémonie des Asian Film Awards                                 | Meilleur second rôle masculin         | Michael Ning                                                                   | Nomination          |
| 10e cérémonie des Asian Film Awards                                 | Meilleur nouveau venu                 | Jessie Li                                                                      | Nomination          |
| 10e cérémonie des Asian Film Awards                                 | Meilleur directeur de la photographie | Christopher Doyle                                                              | Nomination          |
| 10e cérémonie des Asian Film Awards                                 | Meilleur monteur                      | Chu Ka-yat, Liao Ching-sung, Wong Hoi, Philip Yung                             | Lauréat             |
| 19e festival international du film fantastique de Puchon            | Meilleure actrice                     | Jessie Li                                                                      | Lauréat             |
| 19e festival international du film fantastique de Puchon            | Meilleure de Bucheon                  | Philip Yung                                                                    | Lauréat             |
| 19e festival international du film fantastique de Puchon            | Mention spéciale                      | Port of Call                                                                   | Lauréat             |
| 7e cérémonie des prix du cinéma chinois du Youth Film Handbook (en) | Top 10 des films en langue chinoise   | Port of Call                                                                   | Lauréat             |
| 7e cérémonie des prix du cinéma chinois du Youth Film Handbook (en) | Réalisateur de l'année                | Philip Yung                                                                    | Nomination          |
| 7e cérémonie des prix du cinéma chinois du Youth Film Handbook (en) | Scénariste de l'année                 | Philip Yung                                                                    | Nomination          |
| 7e cérémonie des prix du cinéma chinois du Youth Film Handbook (en) | Acteur masculin de l'année            | Aaron Kwok                                                                     | Lauréat             |
| 7e cérémonie des prix du cinéma chinois du Youth Film Handbook (en) | Meilleur second rôle masculin         | Michael Ning                                                                   | Nomination          |
| 7e cérémonie des prix du cinéma chinois du Youth Film Handbook (en) | Nouveau venu de l'année               | Michael Ning                                                                   | Nomination          |
| 7e cérémonie des prix du cinéma chinois du Youth Film Handbook (en) | Nouveau venu de l'année               | Jessie Li                                                                      | Lauréat             |
| 13e festival du film asiatique de New York (en)                     | Prix Star Asia                        | Aaron Kwok                                                                     | Lauréat             |